# Moctezuma (Francisco I. Madero 3.ª Sección)
Moctezuma (Francisco I. Madero 3.ª Sección) es una ranchería del municipio de Paraíso, ubicado en la subregión de la Chontalpa del estado mexicano de Tabasco.

## Geografía
La localidad se ubica a 5.9 kilómetros (en dirección norte) de la localidad de Paraíso, la cabecera y lugar más poblado del municipio. Se sitúa en las coordenadas geográficas 18°20′35″N 93°12′52″O / 18.343056, -93.214444, a una elevación de 5 metros sobre el nivel del mar.

## Demografía
Según el Conteo de Población y Vivienda 2020, efectuado por el Instituto Nacional de Estadística y Geografía, la localidad de Moctezuma (Francisco I. Madero 3.ª Sección) tiene 1,335 habitantes, de los cuales 677 son del sexo masculino y 658 del sexo femenino. Su tasa de fecundidad es de 2.18 hijos por mujer y tiene 328 viviendas particulares habitadas.
| Gráfica de evolución demográfica de Moctezuma (Francisco I. Madero 3.ª Sección) entre 1980 y 2020 |
|                                                                                                   |
| INEGI.                                                                                            |